# Ichthyotomus sanguinarius
Ichthyotomus sanguinarius är en ringmaskart som beskrevs av Eisig 1906. Ichthyotomus sanguinarius ingår i släktet Ichthyotomus och familjen Ichthyotomidae. Inga underarter finns listade i Catalogue of Life.